# Bolchie Viaziomy
Bolchie Viaziomy (en russe : Больши́е Вязёмы) est une commune de type urbain dans l'oblast de Moscou (Russie) comptant 12 650 habitants (octobre 2010).

## Géographie
La ville se trouve à environ 40 km à l'ouest-sud-ouest du centre de Moscou et à 25 km du périphérique de Moscou. Elle est située entre les rivières Bolchaïa Viazioma et Malaïa Viazioma, qui se rejoignent un peu plus au nord pour former la Viaziomka, un affluent droit de la Moskova.

Bolchie Viaziomy appartient au raïon d'Odintsovo et est à environ 20 km de son centre administratif Odintsovo dans une direction ouest-sud-ouest. L'endroit jouxte la ville de Golitsyno directement au nord-est et est le centre de la commune du même nom (gorodskoïe posselenie), qui comprend quatre autres villes en plus de la commune : le village de Malye Viaziomy (environ 1000 habitants), Gorlovka, Iamchtchina et Charapovka (chacune moins de 100 habitants).

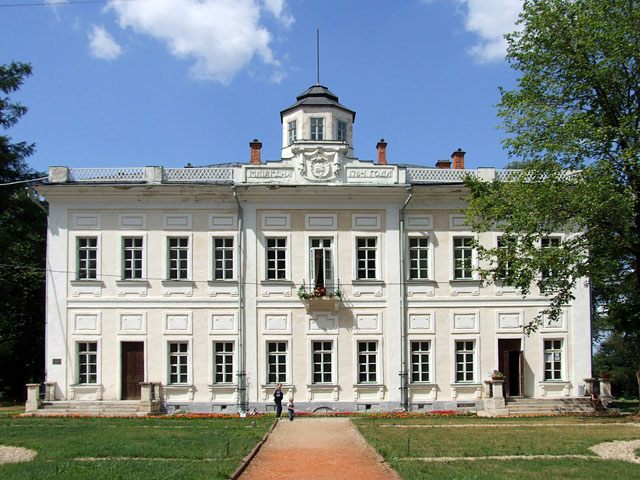
Le palais Golitsyne.
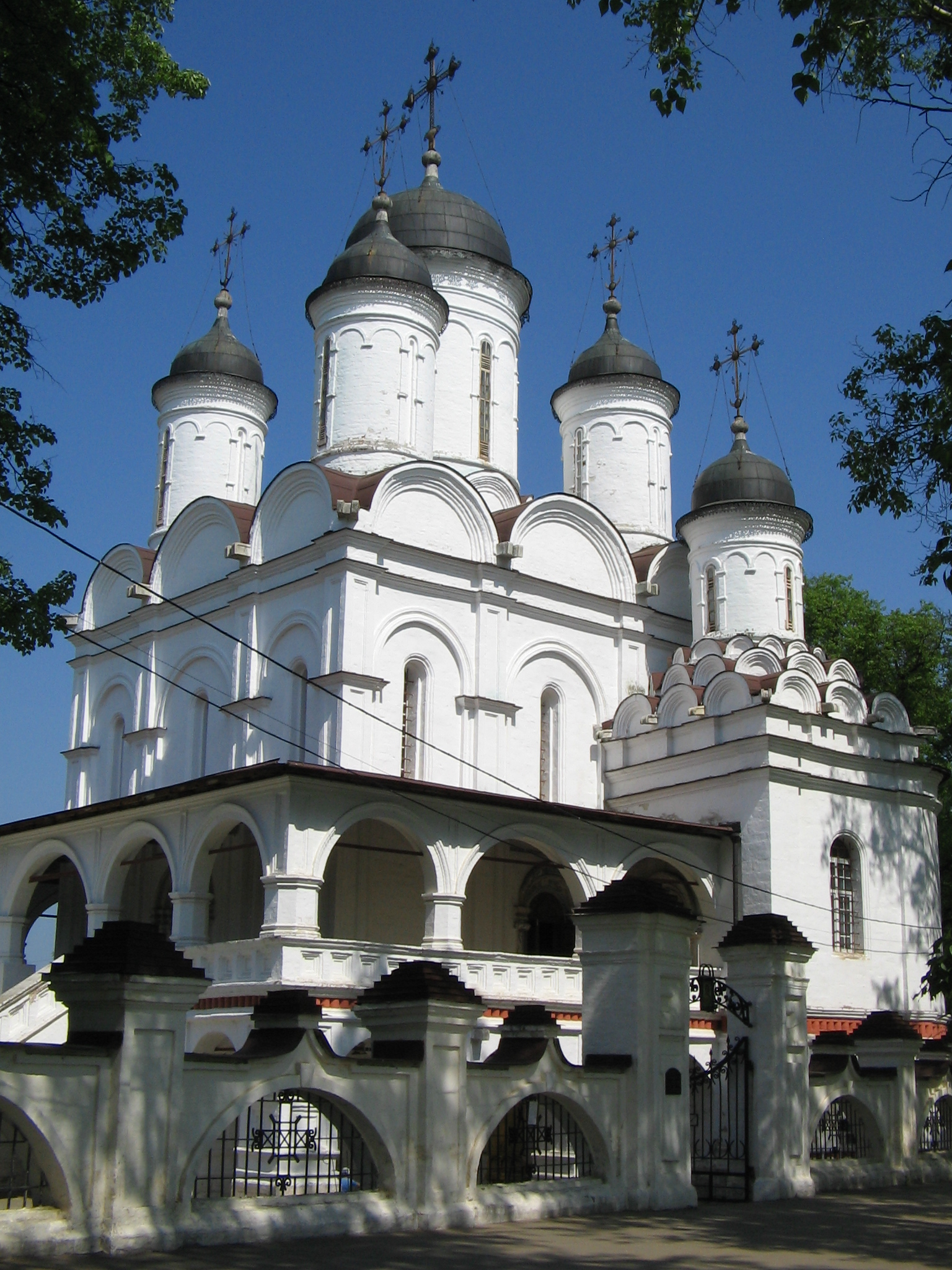
L'église de la Transfiguration du Christ.
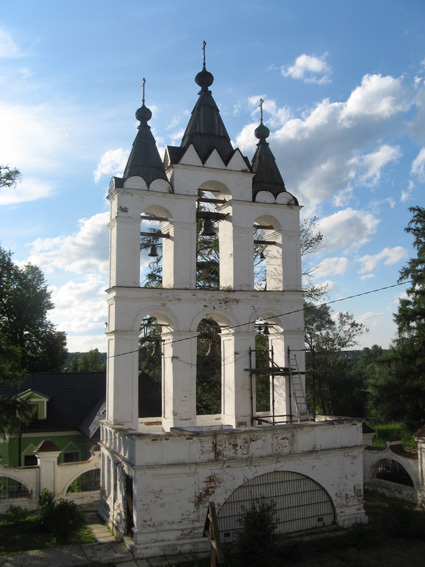
Clocher (Zvonnitsa) de l'église de la Transfiguration du Christ.
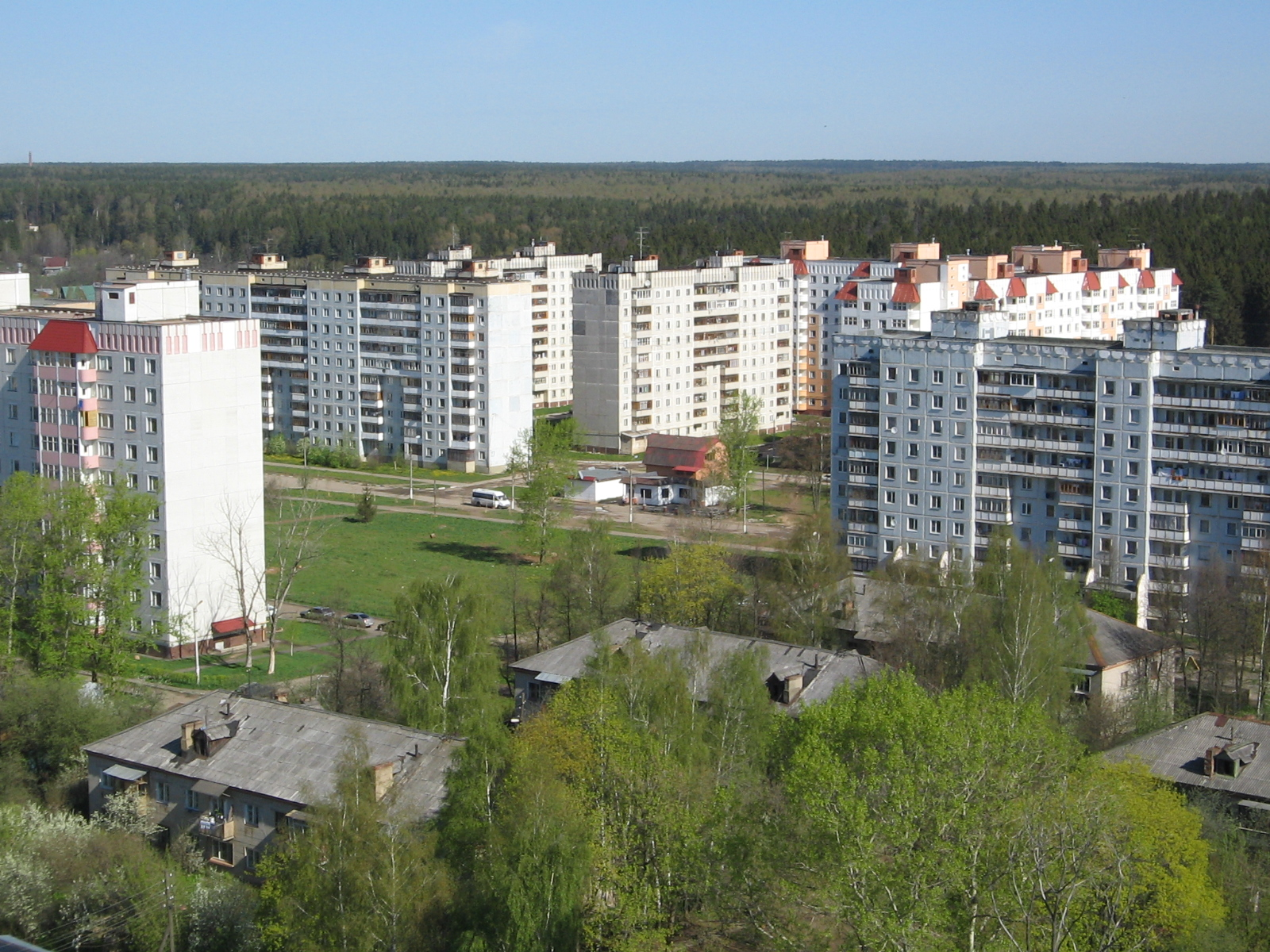
Cité Gorodok-17.

## Histoire
La commune actuelle remonte à un village du même nom, mentionné pour la première fois en 1526 comme relais de poste à Viaziom. C'était l'avant-dernière station de changement de chevaux sur la voie postale venant de l'ouest à Moscou ; le dernier était à Dorogomilovo, qui fait maintenant partie du district administratif ouest de Moscou. Le village et un palais qui y est construit appartenaient à la fin du XVIe siècle à la famille du régent et tsar Boris Godounov. Avec le couronnement de Michel Ier la propriété passe aux mains des Romanov. En 1694, Pierre Ier la donne au boyard Boris Golitsyne ; depuis et jusqu'à la révolution d'octobre 1917, Viaziomy est le siège de la famille Galitzine, qui donne également son nom à Golitsyno, ville voisine qui était située sur le territoire du domaine.
Dans la seconde moitié du XVIIIe siècle, un nouveau palais est construit et un parc aménagé. Lors de la guerre patriotique contre Napoléon en 1812, après la bataille de Borodino, le quartier général de l'armée russe sous Mikhaïl Koutouzov s'y est installé avant que la propriété ne soit prise par les troupes françaises le 29 août 1812 (10 septembre dans le calendrier grégorien).
En 1929, pendant la période soviétique, un kolkhoze est établi sur les terres expropriées des Golitsyne. En 1935, un aérodrome militaire a été construit près du village Malye Viaziomy (« Petits Viaziomy » ; Bolchie Viaziomy signifie « Grands Viaziomy »), un peu à l'est ; une école de parachutistes est créée dans l'ancien palais, et en 1940 un centre de formation pour conducteurs de chars. Pendant la guerre germano-soviétique, le site se trouvait près du front lors de la bataille de Moscou et a été gravement endommagé.
En 1943, un institut d'élevage de chevaux a été créé à Viaziomy, après son déménagement à Ijevsk en 1954 pendant une courte période s'y trouve l'Institut polygraphique de Moscou puis, à partir de 1958, l'Institut de recherche en phytopathologie (WNII Fitopatologii). Le bâtiment et les monuments culturels endommagés ou détruits ont été partiellement restaurés à partir de 1948. Au début des années 1960, non loin au nord de Malye Viaziomy, à la place de l'ancien village de Borissovka la cité militaire préfabriquée Gorodok-17 (« Ville 17 ») est créée, en lien avec l'implantation de l'Unité centrale aérophotogéodésique (ZAFGO) du ministère soviétique de la Défense, qui était responsable de la photographie aérienne et de l'analyse.
En 2001, Gorodok-17 et d'autres petites communes environnantes ont été fusionnées avec le village de Bolchie Viazyomy, et sous ce nom, l'endroit a reçu le statut de commune de type urbain. Depuis la réforme administrative de 2005, elle forme la commune du même nom (gorodskoje posseleniye) .

### Développement démographique
| Année | Habitants |
| ----- | --------- |
| 2002  | 5 667     |
| 2010  | 12 650    |

## Monuments
Le palais de la famille Golitsyne avec un parc, construit en 1784, est situé près de Bolchie Viaziomy. L'église de la Transfiguration du Christ (Спасо-Преображенская церковь, Spasso-Preobrajenskaïa tserkov) date de 1594-1598.

## Économie
Bolchie Viaziomy compte des usines de béton préfabriqué et de matériaux d'emballage, des installations logistiques des forces armées russes et des entreprises de l'industrie alimentaire.
La chaussée de Mojaïsk (également appelée vieille route de Smolensk ; route nationale A100) venant de Moscou traverse la commune. Elle y croise la route nationale A107, la Petite Ceinture de Moscou. La gare la plus proche est à Golitsyno sur la ligne de Moscou–Smolensk (au kilomètre 44 depuis la gare de Biélorussie de Moscou), il y a aussi l'arrêt Malaïa Viazioma près de Malye Viaziomy (km 41).